# Escribas en el antiguo Próximo Oriente

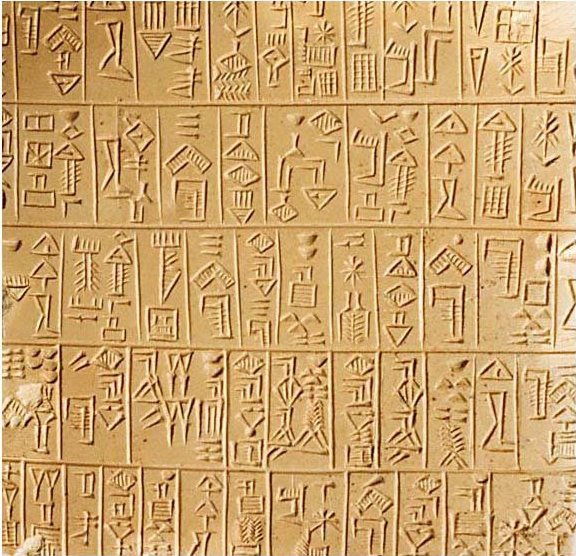
Escritura sumeria.

Los escribas del antiguo Próximo Oriente eran las personas que conocían la escritura, especialmente la escritura cuneiforme, encargados de redactar textos y también de leerlos y organizar su clasificación en los archivos. Todo sabio tenía que haber recibido una formación de escriba a los que se llamaba en sumerio DUB.SAR (compuesto de DUB, «la tabla», y SAR, «inscrita»: «aquel que escribe sobre una tablilla») y en acadio tupsrrum (forma acadia de DUB.SAR, del sumerio).
La complejidad de la escritura cuneiforme y la necesidad de formar escribas especializados en diferentes temas precisaba de una larga formación. Los escribas, una vez preparados, ejercían su profesión que podía cubrir prácticas diferentes. Su cometido particular, esencial en las civilizaciones del antiguo Próximo Oriente (Mesopotamia, Siria, Hatti, Elam, etc.), les confería una posición social particular.

## Formación
Contenidos de la enseñanza
Gracias a las numerosas tablas escolares encontradas en las ruinas de las escuelas mesopotámicas, se conoce el tenor de las escuelas en las que se formaban los escribas. Es llamativo el hecho de que los restos encontrados alrededor de Mesopotamia, especialmente en Siria, demuestren una enseñanza idéntica. El aprendizaje de la escritura cuneiforme era obligado; los escribas que no eran mesopotámicos tenían, por tanto, que combinar el conocimiento de su lengua materna, así como la escritura de la misma (elamita hitita, hurrita, ugarítico, arameo, etc.) con la del sumerio (por lo menos en un nivel básico para poder interpretar los ideogramas y el acadiano).
Se descubren, en las diversas tablas escolares encontradas, los ejercicios realizados en diversas materias: recopilación de signos, de textos, aprendizaje de la escritura, traducciones, ejercicios aritméticos, y numerosas listas lexicales que servían para aprender las diferentes partes de la gramática y de la lengua. Esta cantidad de documentos resulta muy útil para el conocimiento de las civilizaciones del antiguo Oriente, ya que los numerosos textos encontrados por los arqueólogos proceden de las propias escuelas y se puede tener un conocimiento científico de esta civilización gracias a los textos escolares, especialmente las listas lexicales, en particular las bilingües sin las cuales no se podrían leer lenguas tales como el sumerio o el hurrita.
Durante los primeros años de escolaridad (un poco más de seis años) el alumno tenía que aprender a leer, escribir y contar. Aprendía a manejar el cálamo y las tablas, realizaba trabajos de copia, de signos y, más tarde, de textos, para aprender a escribir se iniciaba en el sumerio (el conocimiento de este idioma era necesario, inclusive después de su desaparición), en la ortografía y en las reglas gramaticales, además de aprender también, cálculo.
Una vez adquirida la formación básica (dos años aproximadamente), se pasaba a la enseñanza más práctica. La enseñanza estaba destinada a la formación de escribas, especialmente para las cuestiones administrativas. Su primer objetivo era el de enseñar a los futuros escribas todo lo concerniente a la contabilidad y a las matemáticas en general, la redacción de textos jurídicos y administrativos, religiosos, secretariado, etc. Aprendían, así, la práctica de las lenguas extranjeras (gracias a los diccionarios bilingües), en el caso de que el escriba quisiera dedicarse a la traducción. Una vez concluidos los estudios, los escribas podían trabajar en un palacio, un templo, o en casa de algún ricohombre como secretario o contable.
Pero no todos los estudiantes se inclinaban por la formación profesional. Podían especializarse en determinados campos, bien para convertirse en maestros, bien para convertirse en investigadores (aunque, frecuentemente, se combinaban ambas cosas, dado que la investigación, por sí misma, no resultaba rentable, lo mismo que sucede actualmente con los catedráticos). Las escuelas eran los grandes templos de la cultura mesopotámica. Se redactaron toda clase de obras eruditas, se recopilaron y analizaron las grandes obras y se escribieron nuevas obras.

## El aprendizaje de las escrituras alfabéticas
Hacia la mitad del II milenio a. C. aparecieron los primeros alfabetos en el Levante. El primer alfabeto del que se tiene constatación es el alfabeto ougarítico, de forma cuneiforme y todavía escrito sobre tablas de arcilla. Más tarde apareció el Alfabeto fenicio, lineal y escrito, generalmente, en pergamino o papiro, y sus sucesores, el alfabeto arameo, que fue el más conocido, imponiéndose como la forma de escritura más utilizada en el Próximo Oriente a partir de la segunda mitad del I milenio a. C. El aprendizaje de esta forma de escritura fue mucho más sencillo que el de la escritura cuneiforme silábica e ideográfica; no tenía más que una veintena de letras alfabéticas, sin duda para facilitar su aprendizaje. Es probable que el sistema de enseñanza fuera el mismo que el empleado anteriormente, pero la desaparición de los soportes sobre los cuales estaban escritos estos alfabetos hace imposible que se conozca bien. El alfabeto ougarítico es el único del que quedan importantes archivos.

## Función
El oficio de escriba se ejercía en diferentes especialidades y requería estudios diferentes. Parece ser que había muchas más personas capaces de leer y escribir el cuneiforme de lo que se creía antes, aunque fuera en campos limitados. Esto es, por lo menos, lo que ocurría en el caso de los comerciantes que utilizaban numerosas tablas para los contratos y la contabilidad. No obstante, la dificultad que representaba el aprendizaje de la escritura cuneiforme limitaba el número de personas capaces de leerla y escribirla. Por otra parte, cuando apareció la escritura alfabética, mucho más sencilla que la escritura cuneiforme, y se generalizó su uso a mediados del I milenio, la población alfabetizada era mínima (pese a que la escritura alfabética fue la más importante desde su aparición).
Los escribas trabajaban en diversos lugares. Generalmente, se ocupaban de la administración de los templos o de los palacios. Los escribas que trabajaran al servicio de los particulares eran pocos. Los que estaban menos preparados se dedicaban a las tareas menos importantes (compra, venta, préstamos, alquileres, matrimonios, etc.) generalmente cuestiones cotidianas. Existían fórmulas-tipo para los textos, (los sumerogramas generalmente, otras los acadiogramas en los textos hititas) todos ellos pertenecientes, por lo general, a la misma época, lo que da testimonio del carácter uniforme de la formación en lo concerniente a la escritura. Los escribas redactaban sus apuntes, casi siempre, sobre pequeñas tablas que hacían las veces de borradores, antes de redactar los textos en una tabla de mejor calidad.
Los escribas más preparados tenían un repertorio más extenso: conocían el sumerio, la lengua más prestigiosa de la vieja cultura mesopotámica, leían y recopilaban obras especializadas (textos religiosos, científicos, históricos, etc.). Los escribas más destacados trabajaban, directamente, para el rey o en los grandes templos. Algunos hablaban diferentes idiomas y trabajaban como traductores. Los sacerdotes, en especial los exorcistas y los adivinos, así como los que estaban dedicados al culto, tenían que saber leer para aprender los rituales que tenían que llevar a cabo recogidos en tablas especiales dedicadas a las prácticas religiosas. Otros importantes escribas redactaron las obras más célebres. Por lo general se desconoce el nombre de los grandes escribas que redactaron las más importantes obras. Sin embargo, se conoce el nombre de alguno de ellos, como el de Sin-leqe-uninni, redactor de la Epopeya de Gilgamesh, el de Aba-Enlil-dari, que escribió los Consejos de sabiduría, Esagil-kïn-ubbib, autor de la Teoría babilónica, y el de Kabti-ilani-Marduk, que escribió la Epopea de Erra. Estos constituyeron la elite de los escribas mesopotámicos, capaces de crear nuevas obras.

## Condición social
El escriba tenía que pertenecer a un nivel social muy elevado dado que su formación era muy costosa. Pertenecían, por lo general, a las grandes familias que llevaban la administración de los palacios y de los templos, o bien pertenecían a familias de grandes comerciantes o familias de la nobleza. El cargo de escriba pasaba, generalmente, de padres a hijos, formándose, así, las dinastías de escribas que, ya en la época neobabilónica, decían pertenecer a lejanos antepasados que habían sido grandes escribas cuyas obras habían pasado a la posteridad.
La escasez de escribas tendría que haberles otorgado un estatuto social privilegiado, pero parece que no fue así. Los escribas jugaron un papel esencial en la sociedad, se ocupaban de la administración del reino y de los grandes organismos (gestiones de impuestos, rentas, trabajos, raciones, alistamiento de las armadas, aprovisionamiento), sin ellos el país hubiera sido un caos. No parece que el escriba gozara de una gran consideración social. En la corte de los reyes asirios, los intelectuales eran menos reconocidos que los altos funcionarios o los militares.